# Людвіг VIII (герцог Баварії)
Людвіг VIII Горбань (Ludwig VIII. der Hockrige, 1 вересня 1403  —7 квітня 1445) — герцог Баварсько-Інгольштадтський у 1443—1445 роках.

## Життєпис
Походив з династії Віттельсбахів. Син Людвіга VII, герцога Баварія-Інгольштадта, та Анни де Бурбон (доньки Жана I, графа де Ла Марша). Народився у 1403 році у Парижі. У 1408 році померла його мати.1415 році разом з батьком перебрався до Інгольштадту.
У 1416 році отримав титул графа фон Грайсбах. У 1420-х роках заміщав батька, коли той був відсутній в герцогстві, брав участь в Баварській війні 1420—1422 років.
В 1436 році відносини з батьком різко погіршилися, оскільки Людвіг VII почав надавати явну перевагу своєму позашлюбному синові — Віланду фон Фрайбергу. У 1438 році Людвіг VIII повстав проти батька, об'єднавшись з Альбрехтом III, герцогом Баварсько-Мюнхенськом, та Генріхом XVI, Ландсгут-Баварським герцогом. У 1441 році Людвіг одружився з донькою Фрідріха Гогенцоллерна, курфюрста Бранденбургу.
Водночас Людвіг поступово завоював все батьківські землі, а в 1443 році йому вдалося взяти в полон батька в Нойбурзі-на-Дунаї і запроторити того під варту. З цього часу він стає герцогом Людвігом VIII.
Правління Людвіга VIII не було тривалим. Вже 1445 року він помер в Інгольштадті. Після цього Баварсько-Інгольштадське герцогство було приєднано до Ландсгут-Баварського герцогства.

## Родина
Дружина — Маргарита, донька Фрідріха I Гогенцоллерна, курфюрста Бранденбургу
Діти:
- Катерина (1442—1444)